# Helen (actrice)
Helen Ann Richardson Khan, geboren als Helen Ann Richardson (Rangoon, 21 november 1938), beter bekend onder het mononiem Helen, is een Indiaas filmactrice en danseres. Ze heeft gedurende haar carrière twee Filmfare Awards ontvangen en is in meer dan 700 films verschenen. Ze wordt bestempeld als een van de meest populaire danseressen van haar tijd. In 2009 ontving Helen de Padma Shri van de Indiase regering.

## Carrière
Helen werd geboren in Rangoon, als dochter van een Britse vader en een Birmese moeder. Tijdens de Tweede Wereldoorlog overleed haar vader en vluchtte de rest van haar familie naar India. Helen leerde de klassieke Indiase dans Kathakali en stopte op 13-jarige leeftijd met school om de kost te verdienen als danseres, omdat haar alleenstaande moeder te weinig verdiende om haar gezin te onderhouden.  In 1951 trad ze op als groepsdanseres in Raj Kapoors film Awaara. Ze had haar eerste solo-dansoptredens in Alif Laila (1952) en Hoor-e-Arab (1953). Helen ontwikkelde een eigen Bollywood-dansstijl, waarbij ze Indiase klassieke dans combineerde met westerse elementen. Ze droeg vaak huidkleurige, strakke kleding die de indruk wekte dat ze 'bloot' was. Haar carrière liep vast in de jaren zeventig, vanwege de concurrentie van jongere actrices en danseressen. De scenarioschrijver Salim Khan, wiens tweede vrouw ze later werd, hielp haar met actricerollen in Imaam Dharam (1977), Don (1978, met Amitabh Bachchan) en Dostana (1980). Voor haar bijrol in Mahesh Bhatts film Lahu Ke Do Rang (1979) ontving ze uiteindelijk de Filmfare Award voor Best Actress. Ze trok zich later terug uit de filmwereld, maar had gastoptredens in Hum Dil De Chuke Sanam (1999), Mohabbatein (2000), Dil Ne Jise Apna Kaha (2004) en Humko Deewana Kar Gaye (2006) . Helen ontving in 1998 de Filmfare Award voor Lifetime Achievement. 

## Privé
Helen's eerste huwelijk was in 1957 met filmregisseur Prem Narayan Arora, bekend van Dil Daulat Duniya, die 27 jaar ouder was dan zij. Ze scheidde van hem in 1974. In 1981 hertrouwde Helen met Salim Khan, een van de belangrijkste scenarioschrijvers van Bollywood. Khan was echter al getrouwd met Salma en was vader van vier kinderen, waaronder Salman Khan, Sohail Khan en Arbaaz Khan. Helen werd Khan's tweede vrouw en is, in tegenstelling tot de rest van de familie Khan, christelijk.